# Полоцька операція
Полоцька операція (рос. Полоцкая операция) — фронтова наступальна операція радянських військ 1-го Прибалтійського фронту (командувач генерал армії Баграмян І. Х.) на лівому фланзі групи армій «Центр» на другому етапі загального стратегічного наступу радянських військ у Білорусі літом 1944 року.

## Історія

### Співвідношення сторін

#### СРСР
- 1-й Прибалтійський фронт (командувач генерал армії Баграмян І. Х.)
  - 43-тя армія (командувач генерал-лейтенант Бєлобородов О. П.)
  - 4-та ударна армія (командувач генерал-лейтенант Малишев П. Ф.)
  - 6-та гвардійська армія (командувач генерал-лейтенант Чистяков І. М.)
  - 1-й танковий корпус (командир генерал-лейтенант танкових військ Бутков В. В.)
  - 3-тя повітряна армія (командувач генерал-лейтенант авіації Папивин М. П.).
- з'єднання авіації далекої дії

#### Німеччина
- 16-та армія (командувач генерал артилерії К. Гансен, з 3 липня 1944 року генерал від інфантерії П. Лаукс)
  - X армійський корпус (командир генерал від інфантерії Ф. Кошлінг)
  - I армійський корпус (командир генерал від інфантерії К. Гільперт)
- 3-тя танкова армія (командувач генерал-полковник Г.-Г. Райнгардт)
  - IX армійський корпус (командир генерал від інфантерії Р.Вутманн)
- частини 6-го повітряного флоту (командувач генерал-полковник Р. фон Грейм)

### Передумови
Після успішного проведення Вітебсько-Оршанської, Могильовської та Бобруйської операцій війська 1-го Прибалтійського, 3-го, 2-го і правого крила 1-го Білоруського фронтів оточили і знищили в районах Вітебська, Орші, Могильова і Бобруйська 13 німецьких дивізій. Крім того, вони завдали серйозної поразки в живій силі та техніці двом піхотним і трьом танковим дивізіям, перекинутим до Білорусі з інших ділянок. Оборона противника була прорвана в смузі шириною 520 км, а глибина просування радянських військ на захід склала 90 — 150 км.
Командувач військами 1-го Прибалтійського фронту генерал армії І. Х. Баграмян вирішив для оволодіння Полоцьким укріпленим районом залучити дві армії. Він наказав командувачу 4-ї ударної армії генерал-лейтенанту П. Ф. Малишеву вести наступ в обхід Полоцька з півночі, а командувачу 6-ї гвардійської армії генерал-лейтенанту І. М. Чистякову — з півдня і південного заходу, задіявши для цього тільки частину сил. Основні сили цієї армії спільно з 43-ю армією генерал-лейтенанта О. П. Бєлобородова призначалися для завдавання ударів на Браслав і Глибоке. Командиру 1-го танкового корпусу генерал-лейтенанту В. В. Буткову було наказано захопити Глибоке, після чого сприяти 6-й гвардійській армії.
У смузі прориву на той час діяли 87-ма, 205-та, 24-та, 290-та, 389-та і 81-ша піхотні дивізії, 4 охоронних, 6 саперно-будівельних, 4 штрафних батальйони і школа унтер-офіцерів.

### Хід операції
Вранці 29 червня 1944 року після 40-хвилинної артилерійської підготовки війська 4-ї ударної та 6-ї гвардійської армій розпочали наступ. Але протягом дня просунутися значно вперед не змогли через сильний опір противника на підготовлених оборонних рубежах.
Побувавши 30 червня на східних і південно-східних підступах до Полоцька, генерал армії І. Х. Баграмян дійшов висновку, що його штурм необхідно провести одночасно з різних сторін, щоб позбавити командування ворога можливості здійснення маневру і послідовного посилення різних ділянок. Тому він наказав генерал-лейтенанту І. М. Чистякову залучити для виконання цього завдання не менше двох стрілецьких корпусів — 22-й і 23-й гвардійські, які у взаємодії з 4-ї ударної армії повинні були оволодіти містом до кінця 1 липня.
Вранці 1 липня з'єднання 6-ї гвардійської і 4-ї ударної армій завдали удари по напрямах, що сходяться, на Полоцьк. До пізнього вечора радянські війська подолали від 4 до 20 км, але тільки в смузі 22-го гвардійського стрілецького корпусу генерал-майора А. І. Ручкіна змогли вийти на ближні підступи до міста. Наступного дня вони увірвалися на його східну околицю. Одночасно Полоцька досягла 51-ша гвардійська стрілецька дивізія зі складу 23-го гвардійського стрілецького корпусу (генерал-лейтенант А. М. Єрмаков). Відбиваючи контратаки противника, вона очистила всю лівобережну частину міста і в ніч на 3 липня вийшла до Західної Двіни.
Водночас, з'єднання 4-ї ударної армії не встигли перерізати шляхи відходу противника з міста, й тому розгромити повністю полоцьке угруповання німців не вдалося. Німецькі 81-ша, 290-та і 24-та піхотні дивізії, які зазнали серйозних втрат, зуміли уникнути оточення і відійшли в північно-західному напрямку.
1 липня частини 2-го гвардійського стрілецького корпусу (генерал-лейтенант О. С. Ксенофонтов) 6-ї гвардійської армії за сприяння 1-го танкового корпусу звільнили Германовичі. Через два дні у взаємодії з 92-м стрілецьким корпусом (генерал-майор Н. Б. Ібянскій) війська 43-ї армії оволоділи Глибоке. До кінця 4 липня з'єднання двох армій, переслідуючи ворога, що відходив, вийшли на рубіж — озеро Дрив'яти, озеро Нароч, забезпечивши з півночі успішний наступ військам 3-го Білоруського фронту. За 6 днів вони просунулися вперед на відстань від 120 до 140 км із середнім темпом 20 — 25 км на добу. Якщо початковим планом операції передбачалося на десятий — одинадцятий день наступу вийти на рубіж Зелений Городок, Крулевщіна, то в реальності це завдання 1-й Прибалтійський фронт виконав значно раніше. Зокрема, в центрі і на лівому крилі на одинадцятий день операції його війська перебували вже в 60 — 90 км на захід від зазначеного кордону.

### Підсумки операції
В результаті проведення Полоцької наступальної операції війська 1-го Прибалтійського фронту звільнили до 5 тис. населених пунктів, у тому числі Полоцьк, Глибоке, Докшиці, Дісна, завдали противнику значних втрат в людях і бойовій техніці. Вони взяли в полон близько 7 тис. осіб, захопили 311 гармат, 83 міномети, 1093 кулемети, 1866 автомашин, склади з різним військовим майном. Основне завдання — ізолювати групу армій «Центр» — було вирішене, що сприяло успішному проведенню Мінської наступальної операції.